# دايفيد مايرز
دايفيد مايرز (بالإنجليزية: David Myers)‏ هو صانع أفلام وثائقية ومصور سينمائي ومشغل كاميرا أمريكي، ولد في 8 مايو 1914، وتوفي في 26 أغسطس 2004.

## وصلات خارجية
- دايفيد مايرز على موقع IMDb (الإنجليزية)
- دايفيد مايرز على موقع ألو سيني (الفرنسية)
- دايفيد مايرز على موقع أول موفي (الإنجليزية)
- دايفيد مايرز على موقع قاعدة بيانات الفيلم (الإنجليزية)
- دايفيد مايرز على موقع كينوبويسك (الروسية)